# Ernest Webnje Nfor
Ernest Webnje Nfor (Bertoua, 28 aprile 1986) è un ex calciatore camerunese, di ruolo attaccante.